# Turniej o Koronę Bolesława Chrobrego – Pierwszego Króla Polski 2009

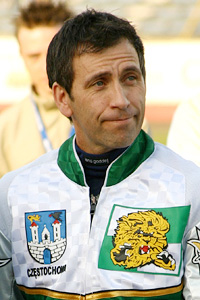
Greg Hancock wygrał turniej Bolesława Chrobrego w Gnieźnie

II Turniej o Koronę Bolesława Chrobrego – Pierwszego Króla Polski odbył się 23 maja 2009. Turniej wygrał amerykański żużlowiec Greg Hancock, który jeździ we Włókniarzu Częstochowa.

## Wyniki
- 23 maja 2009 (sobota), Gniezno
- Widzów - 8.500

| Msc. | Zawodnik                 | Klub                  | Pkt  |             |  |
| ---- | ------------------------ | --------------------- | ---- | ----------- |  |
| 1    | (3) Greg Hancock         | Włókniarz Częstochowa | 12+3 | (0,3,3,3,3) |  |
| 2    | (9) Adrian Miedziński    | KS Toruń              | 11+2 | (2,3,t,3,3) |  |
| 3    | (7) Rune Holta           | Stal Gorzów Wlkp.     | 12+1 | (3,1,3,3,2) |  |
| 4    | (4) Sebastian Ułamek     | Unia Tarnów           | 12+0 | (3,3,2,1,3) |  |
| 5    | (11) Adrian Gomólski     | KM Ostrów Wlkp.       | 9    | (3,0,1,3,2) |  |
| 6    | (1) Rafał Dobrucki       | Falubaz Zielona Góra  | 8    | (1,1,3,1,2) |  |
| 7    | (16) Adam Skórnicki      | Wybrzeże Gdańsk       | 8    | (2,1,2,2,1) |  |
| 8    | (6) Krzysztof Słaboń     | Start Gniezno         | 7    | (2,3,0,2,0) |  |
| 9    | (10) Damian Baliński     | Unia Leszno           | 6    | (1,2,w,0,3) |  |
| 10   | (15) Emil Sajfutdinow    | Polonia Bydgoszcz     | 6    | (1,2,3,-,-) |  |
| 11   | (14) Krzysztof Jabłoński | Start Gniezno         | 6    | (3,1,1,0,1) |  |
| 12   | (13) Peter Ljung         | Start Gniezno         | 6    | (0,2,1,2,1) |  |
| 13   | (8) Wiesław Jaguś        | KS Toruń              | 5    | (0,2,2,0,1) |  |
| 14   | (12) Tomasz Jędrzejak    | WTS Wrocław           | 5    | (0,0,1,2,2) |  |
| 15   | (5) Tomasz Gollob        | Stal Gorzów Wlkp.     | 4    | (1,0,2,1,d) |  |
| 16   | (2) Rafał Okoniewski     | Stal Gorzów Wlkp.     | 3    | (2,0,0,1,0) |  |
|      | rez. Kacper Gomólski     | Start Gniezno         | 0    | (0,0,0)     |  |

Bieg po biegu:
1. Ułamek, Okoniewski, Dobrucki, Hancock
2. Holta, Słaboń, Gollob, Jaguś
3. A. Gomólski, Miedziński, Baliński, Jędrzejak
4. Jabłoński, Skórnicki, Sajfutdinow, Ljung
5. Miedziński, Ljung, Dobrucki, Gollob
6. Słaboń, Baliński, Jabłoński, Okoniewski
7. Hancock, Sajfutdinow, Holta, A. Gomólski
8. Ułamek, Jaguś, Skórnicki, Jędrzejak
9. Dobrucki, Skórnicki, A. Gomólski, Słaboń
10. Sajfutdinow, Gollob, Jędrzejak, Okoniewski
11. Hancock, Jaguś, Jabłoński, K. Gomólski, Miedziński (t) / Kacper Gomólski za Miedzińskiego
12. Holta, Ułamek, Ljung, Baliński (w/su)
13. Holta, Jędrzejak, Dobrucki, Jabłoński
14. A. Gomólski, Ljung, Okoniewski, Jaguś
15. Hancock, Skórnicki, Gollob, Baliński
16. Miedziński, Słaboń, Ułamek, K. Gomólski
17. Baliński, Dobrucki, Jaguś, K. Gomólski
18. Miedziński, Holta, Skórnicki, Okoniewski
19. Hancock, Jędrzejak, Ljung, Słaboń
20. Ułamek, A. Gomólski, Jabłoński, Gollob (d2)
Finał:
21. Hancock, Miedziński, Holta, Ułamek